# Кухтуй
Кухтуй - річка в Охотському районі Хабаровського краю, Росія. Довжина річки - 384 км. Площа водозбірного басейну - 8610 км . Впадає в Охотське море. Висота витоку - 1617 м над рівнем моря. У водах річки нереститься кижуч. 
За даними державного водного реєстру Росії належить до Амурського басейнового округу. Код водного об'єкта 20010000112119000150970.

## Притоки
Об'єкти перераховані по черзі від гирла до витоку.
- 2 км: Хайбас
- 6 км: Кунан
- 9 км: Горяча
- 22 км: Гусинка
- 23 км: річка без назви
- 35 км: річка без назви
- 36 км: Улкан
- 39 км: річка без назви
- 41 км: Аничан
- 48 км: Озерний
- 51 км: Нерикан
- 55 км: річка без назви
- 64 км: річка без назви
- 69 км: Мурон'я
- 76 км: річка без назви
- 81 км: Колгичан
- 86 км: річка без назви
- 87 км: Хаканджа
- 92 км: Хумнак
- 110 км: Делі
- 115 км: Горн
- 120 км: Паутова
- 131 км: Ханар (Хонар)
- 134 км: Сухий
- 138 км: Угрюмий
- 147 км: Веселий
- 180 км: Гадекчан
- 185 км: річка без назви
- 207 км: річка без назви
- 214 км: річка без назви
- 228 км: Булкут
- 230 км: Дарпірчан
- 239 км: Кобзарь
- 245 км: Нярканджа
- 254 км: Дорібі
- 254 км: Ягель
- 266 км: річка без назви
- 267 км: Хоранджа
- 277 км: річка без назви
- 282 км: Мар
- 291 км: річка без назви
- 300 км: Ерга
- 308 км: Каран
- 315 км: Есчан
- 338 км: Каньйон
- 345 км: Доткіткан
- 350 км: Ходок
- 359 км: Охотничий
- 362 км: Світлий